# Ugljan
Ugljan er en ø i Adriaterhavet ved Kroatiens kyst, nordvest for øen Pašman og sydøst for Rivanj og Sestrunj. Øen har et areal på 50,21 kvadratkilometer, er 22 km lang og er op til 3,8 km bred. Der bor 7.583 mennesker på øen. Mellem øen og fastlandet ligger Zadarsundet. En bro over Ždrelacsundet forbinder Ugljan med øen Pašman. Den dominerende bjergart på øen er kalksten, som er dækket af kratskov, mens dolomitområdet er landbrugsland. Rundt om øen  ligger de store vige Muline i nordvest, Lamjana Vela og Lamjana Mala i sydøst. 
Ugljan er en af de tættest befolkede øer i Kroatien. Alle landsbyene (Preko, Ugljan, Lukoran, Sutomišćica, Poljana, Kali, Ošljak og Kukljica) ligger langs den opdyrkede østkyst af øen. Der bliver hovedsageligt dyrket oliven, figen og vindruer. 
Nutidens navn  på øen blev først indført i 1325, men der har været bebyggelser  siden neolitisk tid. Øen var tæt befolket  i romertiden. På de nordvestlige dele af øen ligger der store romerske ruiner a antikke bygninger.
Øen er også hjemsted for Califfi Slot. I det 16. og 17. århundrede oplevede øen flere bølger af flygtninge fra Ravni Kotari (en), som bosatte sig på øen, på flugt fra osmannerne.
Højt over Preko ligger ruinerne af St. Michael Fort. Ugljan har en regional vej der er  forbundet med broen med den regionale vej, der løber langs øen Pašman. Fra færgehavnen i Preko er der færgeforbindelser med Zadar på fastlandet.